# Phyllanthus guangdongensis
Phyllanthus guangdongensis är en emblikaväxtart som beskrevs av Ping Tao Li. Phyllanthus guangdongensis ingår i släktet Phyllanthus och familjen emblikaväxter. Inga underarter finns listade i Catalogue of Life.